# David Clark (baron Clark de Windermere)
Pour les articles homonymes, voir David Clark.
David George Clark (né le 19 octobre 1939 à Castle Douglas, en Écosse) est un homme politique travailliste britannique, ancien ministre et auteur. 

## Éducation et début de carrière
Il fréquente l'école primaire Bowness et l'école secondaire Windermere en Cumbria. Après avoir quitté l'école, il travaille comme forestier puis comme assistant de laboratoire dans une usine de textile avant de devenir enseignant en 1959. 
Il fréquente l'Université Victoria de Manchester en tant qu'étudiant adulte à partir de 1960, obtenant un BA en économie, puis plus tard un M.Sc. Il est président de l'Union des étudiants. En 1978, il obtient un doctorat de l'Université de Sheffield. 
Il est chargé de cours en gouvernement et administration à l'Université de Salford de 1965 à 1970 et tuteur à l'Université de Manchester de 1967 à 1970. 

## Carrière politique
Il rejoint le Parti travailliste en 1959 et le Parti coopératif deux ans plus tard. Il se présente sans succès à Manchester Withington aux élections générales de 1966, mais est battu par le conservateur sortant, Robert Cary. 
Il est élu député de Colne Valley qu'il représente de 1970 à 1974. Après avoir perdu aux élections générales de février 1974, il devient maître de conférences en politique à Huddersfield Polytechnic (maintenant l'Université de Huddersfield) jusqu'en 1979, date à laquelle il est réélu à la Chambre des communes comme député de South Shields à Tyne and Wear. Il occupe le siège jusqu'aux élections générales de 2001. 
Clark est membre du cabinet fantôme quand le parti travailliste est dans l'opposition. Il occupe un certain nombre de portefeuilles fantômes, notamment Agriculture, pêche et alimentation (1972–74), Défense (1980–81), Alimentation, affaires agricoles et rurales (1987–92) et Secrétaire à la défense fantôme (1992–97). Bien que Clark n'ait pas été un fervent partisan du New Labour, il soutient la candidature de Tony Blair à la direction du parti en 1994. 
La position de longue date de Clark en tant que membre important du Labour oblige Tony Blair à le nommer au Cabinet lorsque le parti arrive au pouvoir en mai 1997. Cependant, il est nommé au poste secondaire de Chancelier du duché de Lancastre, chargé de produire un livre blanc sur la liberté de l'information qui est publié en juillet 1998 et conduit finalement à la Loi de 2000 sur la liberté d'information. 
Il s'oppose aux initiatives visant à diluer les propositions sur la liberté d'information par rapport à ce qui a été proposé par les travaillistes dans l'opposition, ce qui conduit à son limogeage. À l'époque, il déclare qu'il pensait que son limogeage était également dû à son insistance à vivre dans le Nord-Est et à "manquer le circuit des cocktails de Londres". De plus, le limogeage par Blair de Clark et d'une autre «vieille figure travailliste», Gavin Strang, fait partie d'un plan de Blair visant à amener deux démocrates libéraux au Cabinet, un plan contrecarré par John Prescott et d'autres (bien qu'il soit très probable que les démocrates libéraux n'aurait de toute façon pas accepté le plan s'il était devenu public). 
Il est admis au Conseil privé en 1997. Deux ans plus tard, le 23 octobre 2000, il se présente pour le poste de Président de la Chambre des communes pour succéder à Betty Boothroyd mais sans succès (192 voix pour, 257 contre) et son collègue Michael Martin est élu. 
Clark veut se représenter à South Shields pour les élections générales de 2001. Cependant, le contrôle du parti de circonscription bascule en faveur d'un groupe critique, dirigé par une faction au sein du South Tyneside Council. Au cours du scrutin de resélection, Clark nie vigoureusement les allégations selon lesquelles il prépare le terrain pour un candidat parachuté et déclare au journal Shields Gazette qu'il a l'intention de se présenter aux élections générales. Clark est réinvestit grâce au soutien des barons syndicaux régionaux. 
Lorsque le Premier ministre Tony Blair annonce la date des élections générales de 2001, Clark démissionne immédiatement et l'étoile montante du New Labour David Miliband est choisi pour se présenter pour le siège. 
Quelques semaines après la victoire du Parti travailliste aux élections générales de 2001, Clark est créé pair à vie le 2 juillet 2001 en tant que baron Clark de Windermere, de Windermere dans le comté de Cumbria et siège maintenant à la Chambre des lords. Il est nommé au poste rémunéré de président de la Commission des forêts. 
Il reçoit la citoyenneté de l'arrondissement de South Tyneside en février 1999 et est un supporter de longue date du Carlisle United Football Club, dont il est administrateur. Il est lieutenant adjoint de Cumbria de 2007 à 2014. Il est président du Conseil de l'Atlantique du Royaume-Uni (1998–2003), et leader de l'Assemblée de l'Atlantique Nord depuis 2001, en étant membre depuis 1980. Il est membre de l'exécutif du National Trust de 1980 à 1994. Il est président de la Commission des forêts de 2004 à 2009; administrateur non exécutif de la Homeowners Friendly Society, du groupe Thales et des UK Friendly Insurance Services. Il est administrateur du Vindolanda Trust, du History of Parliament Trust et du Gravetye Trust, et mécène du UK Defence Forum. Il préside le Lake District National Park Partnership. 
Il épouse Christine Kirkby en 1970 et ils ont une fille et un fils, Catherine et Thomas.
Il reçoit une bourse honorifique en novembre 2009 de l'Université de Cumbria.